# Smolenja vas
Smolenja vas je naselje v Občini Novo mesto.